# Méthode de Kjeldahl
 (mars 2019).
Si vous disposez d'ouvrages ou d'articles de référence ou si vous connaissez des sites web de qualité traitant du thème abordé ici, merci de compléter l'article en donnant les références utiles à sa vérifiabilité et en les liant à la section « Notes et références ».
La méthode de Kjeldahl est une technique de détermination du taux d'azote dans un échantillon. Elle est applicable pour le dosage de l’azote de différents composés azotés tels les amines et les sels d’ammonium quaternaires. Elle ne permet pas le dosage direct des nitrates, nitrites, nitrosyles, cyanures qui doivent d’abord être réduits en ammoniac.
Quand l’azote est sous forme organique, on procède d'abord à la minéralisation du composé pour passer à de l’azote minéral. On détruit la molécule organique en l’oxydant à ébullition avec de l'acide sulfurique (H2SO4) concentré, en présence de catalyseur : le carbone s'élimine sous forme de dioxyde de carbone (CO2), l’hydrogène sous forme d'eau et l’azote reste en solution sous forme d'ion ammonium (NH4+).
La méthode de Kjeldahl, utilisée pour calculer le taux de protéines des produits alimentaires, a montré ses limites en 2008 quand le scandale de la mélamine a été découvert : ce dosage ne fait pas de distinction entre les différentes sources d'azote. Ainsi l'ajout de cette molécule contenant 66 % d'azote dans différents produits agroalimentaires, en augmentant la teneur en cet élément, a fait croire à des taux de protéines supérieurs à ce qu'ils étaient réellement.

## Historique

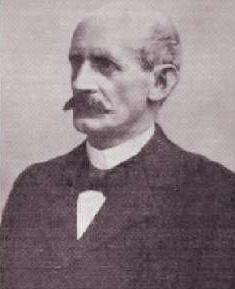
Johan Kjeldhal

En 1883, le chercheur danois Johan Kjeldahl, travaillant sur l'évolution de la teneur en protéine des céréales utilisées dans la fabrication de la bière, a mis au point une méthode pour déterminer l'azote organique.
La technique a subi un grand nombre de modifications depuis sa 1re publication dans la même année dans une revue allemande de chimie analytique.
C'est en fait Gunning qui suggéra l'adjonction de sulfate de potassium à l'acide sulfurique déjà utilisé pour accroître la vitesse de minéralisation en augmentant la température d'ébullition.
La méthode est connue au niveau international comme la détermination de l'azote suivant Kjeldahl, Wilforth et Gunning.

## Principe
- La 1re étape est la minéralisation. Son but est de dégrader la matière organique azotée sous la forme de sel d'ammonium. Équation de minéralisation :

{\displaystyle {\rm {M_{Organique}\rightarrow NH_{4}^{+}}}}.
Le pH acide permet au sel d'ammonium d'apparaître sous sa forme acide de l'ammonium NH4+.
La dégradation de la matière organique azotée se fait à l'aide d'un catalyseur (du sulfate de cuivre et du sulfate de potassium), de l'acide sulfurique à haute température (380 °C).
- La 2e étape est la distillation de l'ammonium par l'ajout de soude : on cherche à transformer l'ammonium sous sa forme volatile, l'ammoniac.

Équation de distillation :
{\displaystyle {\rm {NH_{4}^{+}+NaOH\rightarrow Na^{+}+NH_{3}+H_{2}O}}}.
La soude est ajoutée en excès afin de changer le pH acide en un pH basique, ce qui a pour effet d'obtenir de l'ammoniac. 
L'ammoniac {\displaystyle {\rm {NH_{3}}}} est entraîné par la vapeur d'eau par distillation.
Les vapeurs d’ammoniac sont condensées au contact d’un réfrigérant.
- La 3e étape est le dosage : soit directement ou indirectement. Pour un dosage direct, l'ammoniac est recueilli dans une solution d'acide borique (H3BO3). L'acide borique est un acide faible qui ne réagit pas avec l'ammoniac, il sert simplement de piège à ammoniac. Ce dernier étant sous forme gazeuse dans des conditions normales de température et de pression, l'acide borique permet d'obtenir une solution. Il doit être en excès par rapport à l'ammoniac. L'ammoniac ainsi piégé est neutralisé au fur et à mesure de son arrivée par une solution étalonnée d'acide fort (HCl ou H2SO4) en présence d'un indicateur coloré. On a donc : {\displaystyle {\ce {NH3 + H+ ->NH4+}}}

Pour un dosage indirect, l'ammoniac est recueilli dans un volume connu et en excès d'une solution étalon d'acide fort (HCl ou H2SO4). L'excès d'acide est ensuite dosé à l'aide d'une solution étalonnée de base forte, en présence d'un indicateur coloré. On a donc  : {\displaystyle {\ce {NH3 + H+ ->NH4 +}}} puis {\displaystyle {\ce {H+ + OH- ->H2O}}}

### Mode opératoire
Pour doser les protéines contenues dans un échantillon par la méthode de Kjeldahl, on procède d'abord à la minéralisation. Pour cela, on introduit dans un matras (fiole) :
- la quantité m de l'échantillon ;
- un volume d'acide sulfurique (en général 50 ml) ;
- le catalyseur du sulfate de potassium et du sulfate de cuivre (soit sous la forme de cristaux, soit sous la forme de pastille) ;
- un anti-moussant (pratique pour la phase de distillation et refroidissement après la minéralisation).

La minéralisation se fait en général dans un minéralisateur pendant 1 h 30 min à 3 h.
On fait la minéralisation sous une hotte (les vapeurs de la minéralisation sont très irritantes et toxiques à cause de l'acide sulfurique) ou par une aspiration par cloche qui récupère le dégagement d'acide pour le faire passer dans de l'eau puis dans une solution de soude d'un indicateur coloré (généralement le bleu de bromothymol).
On laisse refroidir et on introduit avec précaution de l'eau distillée.
Attention : l'ajout d'eau dans un acide fort, comme ici l'acide sulfurique, peut engendrer une très forte réaction, voire une explosion.
La fiole contient désormais les atomes d'azote sous la forme de sel d'ammonium (sauf les nitrates et les nitrites).

#### Distillation de l'ammoniac

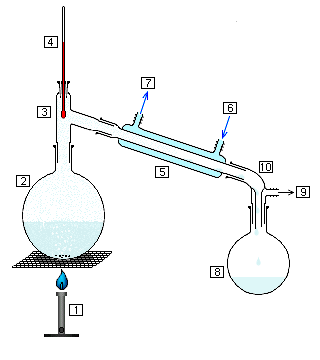
Schéma du montage, voir l'article Distillation.

On place la fiole dans un distillateur. Elle est reliée à une solution d'acide borique saturée, de rouge de méthyle et de bleu de bromothymol (en milieu professionnel on utilise un appareil de distillation à entraînement à la vapeur, le dosage se réalise généralement par pH-métrie).
Rajouter de la soude concentrée en excès tout en chauffant légèrement la fiole afin de faire virer le pH en milieu basique, ce changement de pH va transformer les sels d'ammonium en ammoniac qui va « s'évaporer ». 
L'ammoniac va passer par un réfrigérant qui va entraîner son retour sous sa forme liquide puis va couler dans l'acide borique (dosage direct) ou dans de l'acide fort en excès (dosage indirect) qui va l'emprisonner (voir principe).

#### Dosage direct de l'ammoniac
On effectue un dosage acido-basique direct ; il existe une méthode indirecte : on remplace l'acide borique par de l'acide sulfurique en excès et on dose après la distillation cet excès d'acide.
L'acide borique n'a aucun effet sur le pH (acide faible).
Doser l'ammoniac par une solution titrée d'acide sulfurique ou d'acide chlorhydrique. L'équivalence est marquée par une coloration rose due au rouge de méthyle.
Par précaution, retirer la solution avant de stopper le chauffage pour éviter tout siphonnage.

#### Calcul à partir d'un dosage direct
Exemple pour l'acide chlorhydrique (attention : l'acide sulfurique est un diacide).
Recherche du résultat en g% (m/V) :
1 mol d'acide réagit avec 1 mol d'ammoniaque
donc on obtient l'égalité suivante :
1 mol d'acide = 1 mol d'ammoniaque (noté mol N)
Sachant que :
n (mol) = C (mol/L) * V (L)
on arrive à :
mol N = C de l'acide (noté C1) * V de l'équivalence (noté Va).
soit :
mol N = C1 * Va
Sachant que :
m N(masse de l'azote) = M masse molaire de l'azote (g/mol) * n N (mol)
soit :
m N = M * C1 * Va
on cherche un résultat en g%,
on multiplie par 100 et on divise par la masse de l'échantillon.

## Exemple: dosage de l'azote total du lait
Le lait contient entre 32 et 35 g/l de matière organique azotée dont 95 % de l'azote se trouve dans les protéines et les 5 % restant dans des acides aminés libres.

### Mode opératoire

#### Minéralisation
Pour doser les protéines contenues dans du lait par cette méthode, on procède d'abord à la minéralisation. Pour cela introduire dans une fiole :
- 2 ml de lait exactement mesuré ;
- 15 à 20 ml d'acide sulfurique concentré ;
- 6 g de sulfate de potassium ;
- 1 g de sulfate de cuivre ;
- quelques grains de pierre ponce.

On porte à ébullition. Puis, à partir de l'éclaircissement de la solution, on prolonge l'ébullition pendant trois heures.
On laisse refroidir et on introduit avec précaution de 30 à 50 ml d'eau distillée.

#### Récupération de l'ammoniac
On réalise un montage de distillation :
dans le ballon, on introduit :
- le contenu de la fiole (voir ci-dessus) soigneusement rincé (pour en extraire tous les composés azotés ; on complète à 250 ml avec de l'eau distillée ;
- quelques gouttes de phénolphtaléine ;
- de l'hydroxyde de sodium à 400 g/l jusqu'à ce que le contenu du ballon devienne rose.

On plonge le bout du réfrigérant dans un bécher contenant 20 ml d'acide borique et 2-3 gouttes de rouge de méthyle.
On chauffe modérément le ballon.
On dose l'ammoniac, au fur et à mesure de son dégagement, par une solution titrée d'acide sulfurique à 0,05 mol/l. 
Le dosage est terminé dès que la coloration reste stable pendant environ 5 min.

#### Calculs
x représente l'avancement de la réaction. Dans la première réaction, l'ammoniac est mis en présence d'un excès d'acide où une partie n' de l'acide réagit. On fait réagir le restant de l'acide n'' avec la soude. {\displaystyle {\rm {nH_{3}O^{+}=n'+n''}}}, c'est un dosage en retour.
|                    | {\displaystyle {\rm {NH_{3}}}}    | {\displaystyle {\rm {H_{3}O^{+}}}}     | {\displaystyle \longrightarrow } | {\displaystyle {\rm {NH_{4}^{+}}}} | {\displaystyle {\rm {H_{2}O}}} |
| ------------------ | --------------------------------- | -------------------------------------- | -------------------------------- | ---------------------------------- | ------------------------------ |
| État initial       | {\displaystyle {\rm {nNH_{3}}}}   | {\displaystyle {\rm {n'H_{3}O^{+}}}}   |                                  | {\displaystyle 0}                  | excès                          |
| État intermédiaire | {\displaystyle {\rm {nNH_{3}-x}}} | {\displaystyle {\rm {n'H_{3}O^{+}-x}}} |                                  | {\displaystyle x}                  | excès                          |
| État final         | {\displaystyle 0}                 | {\displaystyle 0}                      |                                  | {\displaystyle x_{max}}            | excès                          |

- {\displaystyle {\rm {nNH_{3}-x=0}}}
- {\displaystyle {\rm {n'H_{3}O^{+}-x=0}}}
- donc {\displaystyle {\rm {nNH_{3}=n'H_{3}O^{+}}}}

|                    | {\displaystyle {\rm {H_{3}O^{+}}}}      | {\displaystyle {\rm {OH^{-}}}}    | {\displaystyle \longrightarrow } | {\displaystyle {\rm {2H_{2}O}}}  |
| ------------------ | --------------------------------------- | --------------------------------- | -------------------------------- | -------------------------------- |
| État initial       | {\displaystyle {\rm {n''H_{3}O^{+}}}}   | {\displaystyle {\rm {nOH^{-}}}}   |                                  | {\displaystyle 0}                |
| État intermédiaire | {\displaystyle {\rm {n''H_{3}O^{+}-x}}} | {\displaystyle {\rm {nOH^{-}-x}}} |                                  | {\displaystyle {\rm {2x}}}       |
| État final         | {\displaystyle {\rm {0}}}               | {\displaystyle {\rm {0}}}         |                                  | {\displaystyle {\rm {2x_{max}}}} |

{\displaystyle {\rm {n''H_{3}O^{+}-x=0}}}
{\displaystyle {\rm {nOH^{-}-x=0}}}
donc {\displaystyle {\rm {n''H_{3}O^{+}=nOH^{-}}}}
{\displaystyle {\rm {nH_{3}O^{+}=n'H_{3}O^{+}+n''H_{3}O^{+}}}}
{\displaystyle {\rm {H_{3}O^{+}=nNH_{3}+nOH^{-}}}}
{\displaystyle {\rm {2C_{H_{2}SO_{4}}\times V_{H_{2}SO_{4}}=C_{NH_{3}}\times V_{NH_{3}}+C_{NaOH}\times V_{NaOH}}}}
{\displaystyle {\rm {C_{NH_{3}}={\frac {2C_{H_{2}SO_{4}}\times V_{H_{2}SO_{4}}-C_{NaOH}\times V_{NaOH}}{V_{NH_{3}}}}}}}
Une mole de NH3 provient d'une mole d'atomes d'azote (N). Donc en retrouvant le nombre de moles d'atomes d'azote, on peut en déterminer la concentration massique.